# Colonial Beach
Colonial Beach – miasto w Stanach Zjednoczonych, w stanie Wirginia, w hrabstwie Westmoreland.